# Энергетик (Вологодская область)
Энергетик — посёлок в Великоустюгском районе Вологодской области.
Входит в состав Юдинского сельского поселения, с точки зрения административно-территориального деления — в Юдинский сельсовет.
Расстояние по автодороге до районного центра Великого Устюга — 0,5 км, до центра муниципального образования Юдино — 2 км.
По переписи 2002 года население — 112 человек (56 мужчин, 56 женщин). Преобладающая национальность — русские (98 %).